# 代野照幸
代野 照幸（だいの てるゆき、1960年 - ）は、日本の実業家。メルシャン代表取締役社長や、日本ワイナリー協会理事長を務めた。

## 人物・経歴
兵庫県高砂市出身。1983年一橋大学経済学部を卒業し、キリンビールに入社。1997年マサチューセッツ工科大学経営大学院に留学し経営学修士（MBA）の学位を取得。横浜支店営業、マーケティング部勤務を経て、1994年バドワイザージャパン営業本部マネージャー、1998年経営企画室室長補佐、2002年営業本部事業推進室長。
2005年から米国フォアローゼズディスティラリー代表取締役社長を務め、イベント開催などを行って米国市場の開拓にあたり販売を伸ばした。2009年に帰国し岐阜支店長に就任。2011年からフィリピン駐在代表として、サンミゲルビール上級副社長を務め、2016年にキリンホールディングス常務執行役員・グループ戦略担当ディレクター兼キリン常務執行役員・経営企画部長に就任。2017年からメルシャン代表取締役社長を務め、国内事業の基盤整備を進めた。日本ワイナリー協会理事長も務めた。